# Batshe
El riu Batshe o Bashee (en afrikaans Batsherivier) és un riu que flueix al centre de KwaZulu-Natal, Sud-àfrica. És un afluent del riu Buffalo i es troba a la conca del riu Tugela.